# Siméon de la Chevallerie

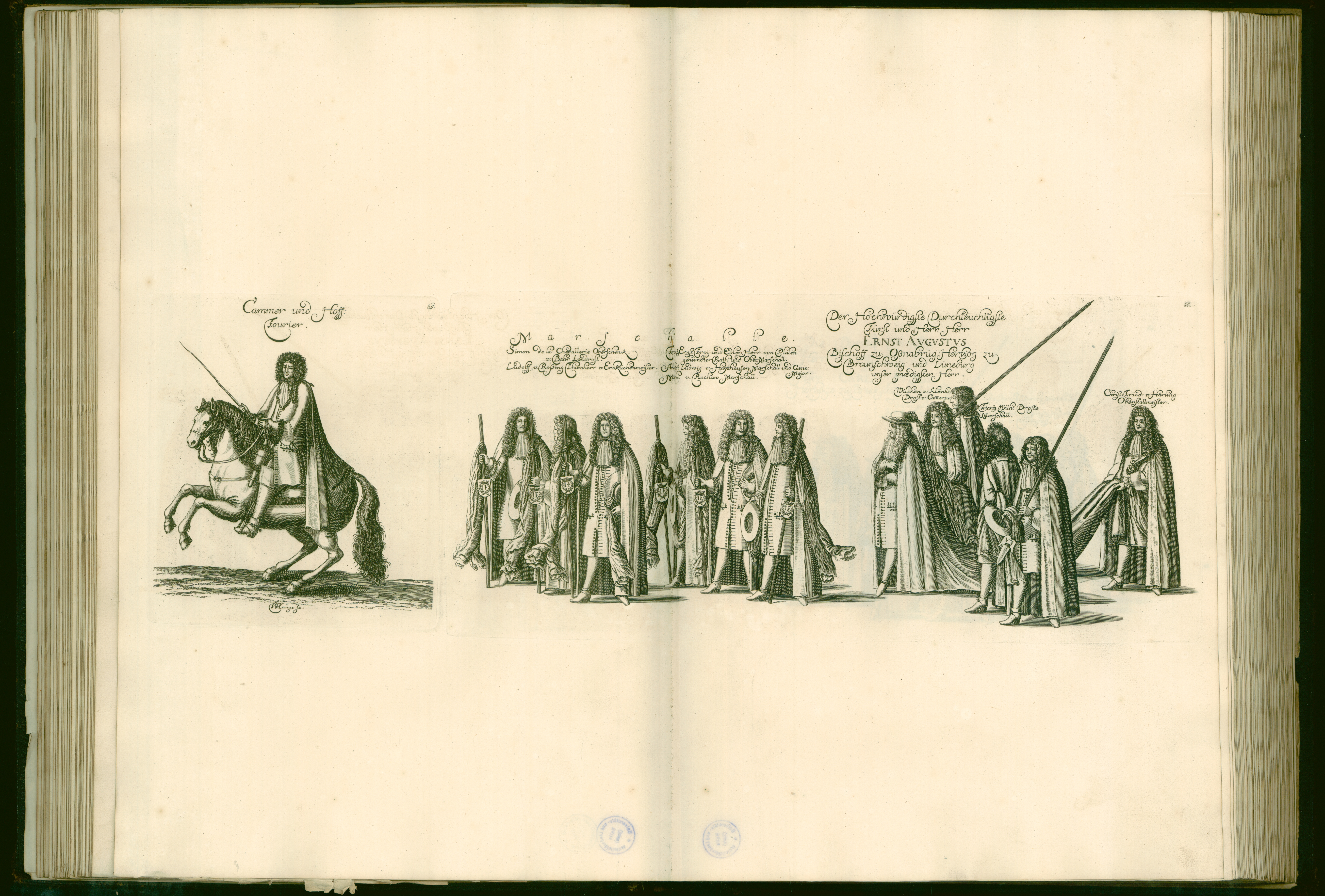
Oberschenk Simon de la Chevallerie (2. von links) bei der Beerdigungs-Prozession für den 1679 verstorbenen Herzog Johann Friedrich in Hannover;
Kupferstich von Johann Georg Lange auf Initiative von Gottfried Wilhelm Leibniz, 1685

Siméon de la Chevallerie (auch: Simon de la Chevallerie und Siméon de la Chevallerie, Baron de la Motte; geboren 1635 auf dem Château de l’Éperonniére bei Anjou; gestorben 2. oder 27. Februar 1698 in Hannover) war ein französisch-deutscher Adliger, Hugenotte und welfischer Beamter. Er gilt als Stammvater der deutschen Zweige des Adelsgeschlechtes de la Chevallerie.

## Leben

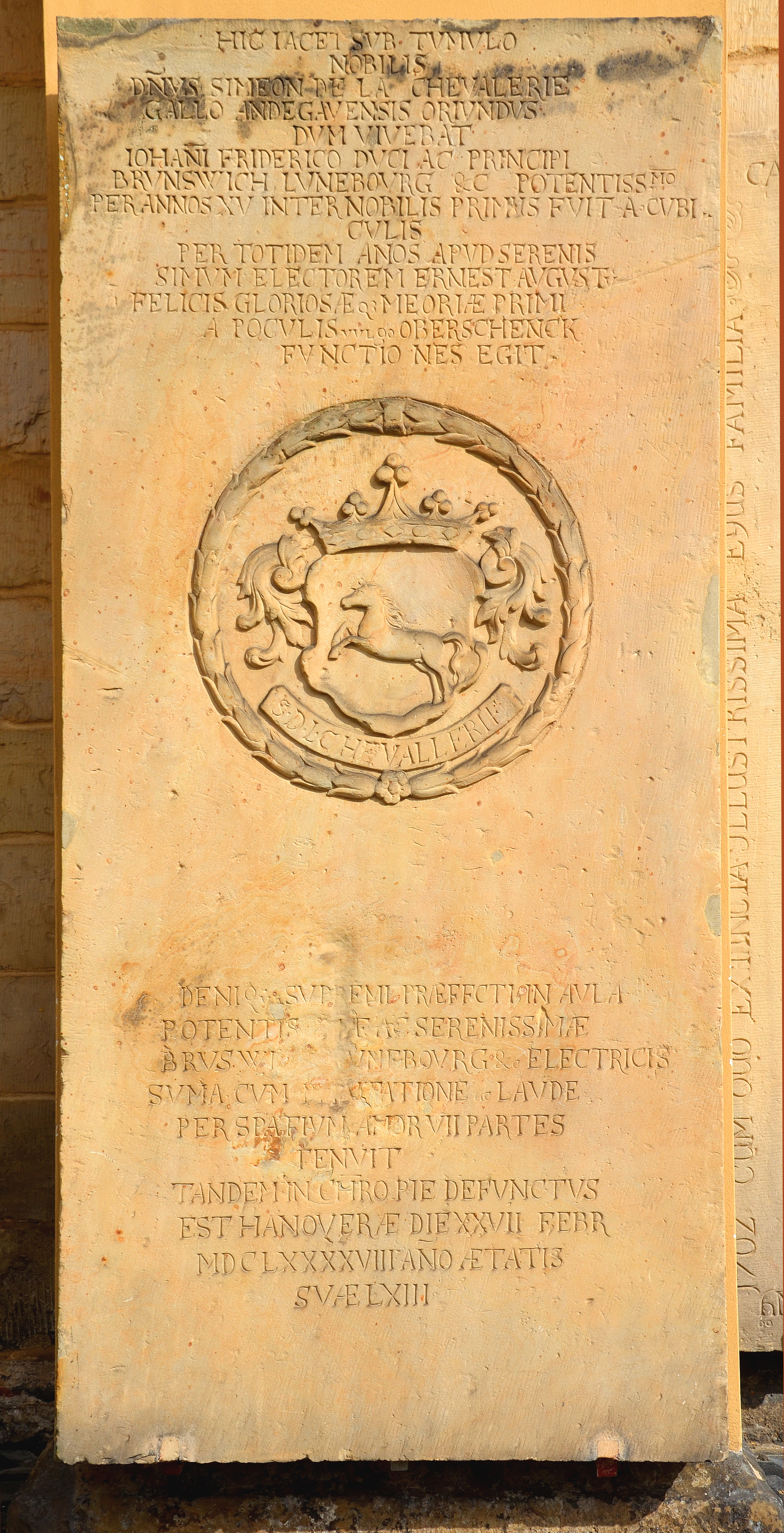
Sandstein-Epitaph für Simeon de la Chevalerie mit lateinischer Inschrift und dem Wappen von Siméon de la Chevallerie de la Motte an der Neustädter Hof- und Stadtkirche St. Johannis

Siméon de la Chevallerie war ein Angehöriger des aus der Bretagne stammenden französischen Adelsgeschlechtes von beziehungsweise de la Chevallerie, Barone de la Motte. Er war der älteste Sohn des Jacques, Herrn auf La Touchardière und l’Éperonnière, und der Susanne, geb. d’Andigny, Tochter des Pierre d’Andigny und der Marie, geb. du Plessis du Chivry.
De la Chevallerie heiratete am 5. Juli 1680 Elisabeth de Philipponneau-Montargis de Hautecour (Begräbnisfeier am 8. November 1736 in der Parochialkirche in Berlin). 1681 wurde dem Ehepaar die Tochter Sophie Charlotte de La Chevallerie geboren (gestorben 13. Januar 1749 in Rühstädt im späteren Landkreis Prignitz). Diese arbeitete als Hofdame und heiratete im Jahr 1700 in Potsdam den preußischen Generalfeldmarschall und Staatsmann Friedrich Wilhelm von Grumbkow, mit dem sie 15 Kinder bekam. Möglicherweise hatte Siméon de la Chevallerie eine weitere Tochter. Gesichert ist der Sohn Ernst August (1686–1754), preußischer Kammerherr und Oberstleutnant, der das väterliche Landgut erbte. (s. u.).
Seines Glaubens wegen verließ de la Chevallerie Frankreich und zog nach Hannover, der Residenzstadt des welfischen Fürstentums Calenberg, wo er 1679 zunächst zum Obermundschenk von Herzog Ernst August ernannt wurde.
Später wurde de la Chevallerie Oberstallmeister oder Oberhofmeister der Kurfürstin Sophie mit einem Jahresgehalt von 1060 Talern.
De la Chevallerie besaß in Wülfel ein Gut mit Gasthof und Brauerei, aus der sich später die Brauerei Wülfel entwickelte.
Siméon de la Chevallerie starb 1698 in Hannover im Alter von 62 Jahren. Er wurde in der Neustädter Hof- und Stadtkirche St. Johannis bestattet. Sein Grabstein findet sich heute als Epitaph transloziert an der Außenmauer der Kirche.